# Johannes Urzidil

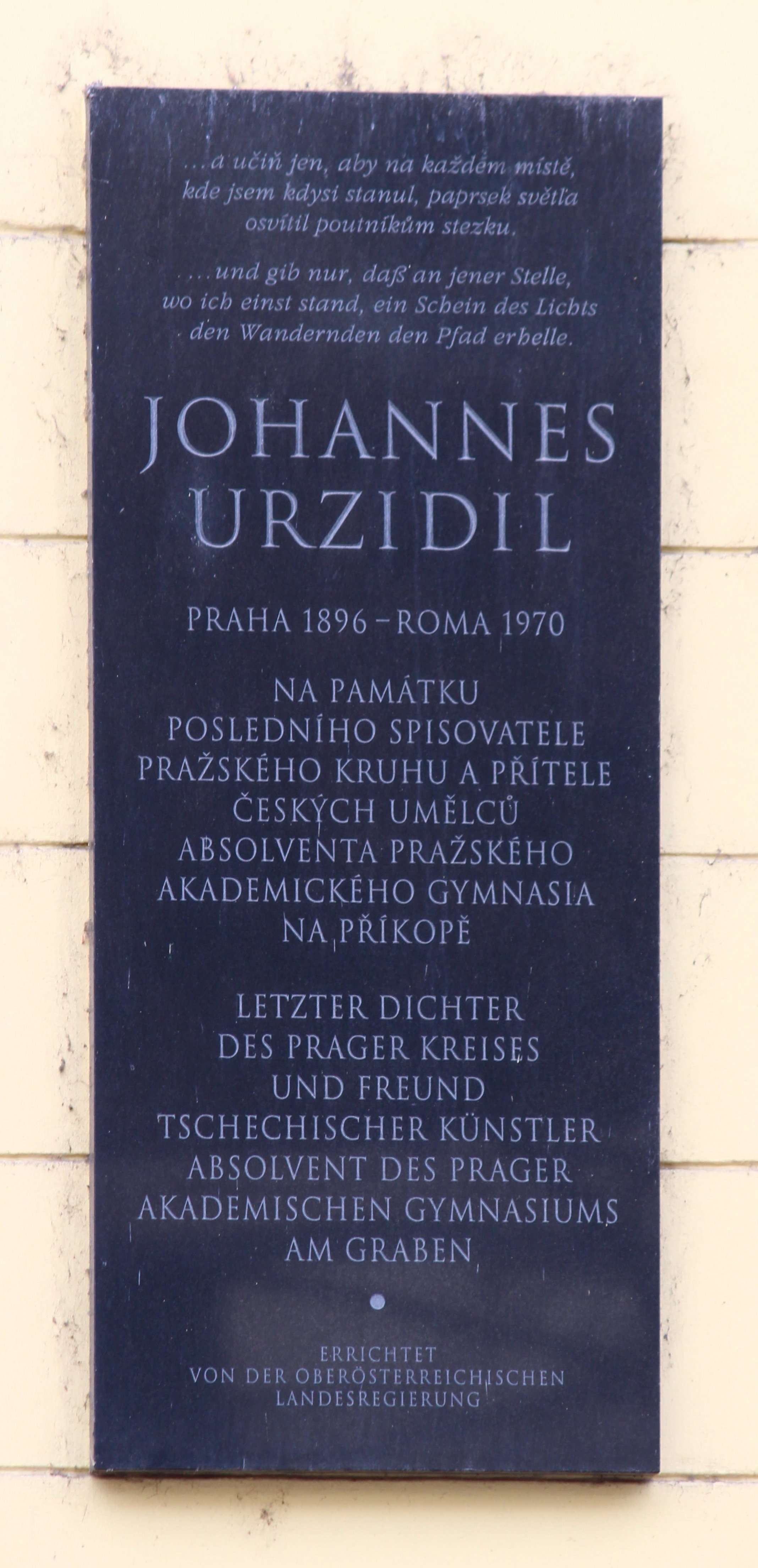
Placă memorială, Praga, Na Prikope 16 (fostul Deutsches Staatsgymnasium)

Johannes Urzidil (n. 3 februarie 1896, Praga, Austro-Ungaria – d. 2 noiembrie 1970, Roma, Italia) a fost un scriitor, poet și istoric german din Cehoslovacia. 

## Biografie
Tatăl său era german din Boemia, iar mama lui era evreică. Urzidil a fost educat la Praga, unde a studiat limba germană, istoria artei și limbile slave, apoi a devenit jurnalist și scriitor. Primele sale încercări poetice au fost influențate de expresionism și au fost publicate sub pseudonimul Hans Elmar. De asemenea, el a lucrat ca scriitor și editor al revistei lunare Der Mensch. În acea perioadă i-a cunoscut pe Franz Werfel și Franz Kafka. Din 1922 până în 1933 el a fost consilier de presă al Ambasadei Germaniei la Praga. Atunci când Cehoslovacia a fost ocupată de Germania Nazistă în 1939, el a fost destituit de la Ambasada Germaniei din cauza originii sale „Halbjude” („semievreu”, o denumire nazistă) și această situație l-a determinat pe Urzidil să emigreze în Marea Britanie. Acolo, el a fost susținut financiar de către scriitorul britanic Bryher. În 1941, el și soția lui, poeta Gertrude Urzidil, a venit în Statele Unite ale Americii, dobândind cetățenia americană în 1946.
Deși a publicat poezie, Urzidil este cel mai bine cunoscut pentru proza sa care, deși scrisă în exil, reflectă moștenirea sa boemă, ca și noul său mediu american. Printre cele mai notabile scrieri ale sale sunt povestirea Der Trauermantel (1945, Trauermantel este numele german al fluturelui Nymphalis antiopa) despre tinerețea lui Adalbert Stifter și volumele sale de povestiri The Lost Beloved (1956; titlul se referă la Praga, pe care a trebuit să o părăsească atunci când naziștii au ocupat Cehoslovacia), Prague Triptych (1960, a cărui compoziție este derivată din cea a unei piese de altar) sau Kidnapping and Seven Other Incidents (1964, ale cărui opt povestiri sunt situate în Statele Unite ale Americii). Singurul roman al lui Urzidil,The Great Hallelujah (1959), arată ca un colaj literar în tradiția lui John Dos Passos, Thomas Wolfe și Alfred Döblin, o panoramă a Statelor Unite ale Americii, așa cum a observat-o la sosirea lui acolo în 1941. El a scris, de asemenea, cărți și eseuri despre istoria culturală ca de exemplu The Fortune of Presence. Goethe's View of America (1958), America and the Ancient World (1964) și There Goes Kafka (1965, ediție extinsă în 1966) sau monografii despre artiști și poeți pe care i-a admirat, cum ar fi Hollar, a Czech émigré in England (1942, traducerea revizuită și prescurtată a cărții germane Wenceslaus Hollar - the Engraver of the Baroque Era, 1936) sau capodopera lui Goethe in Bohemia (1932, ediții revizuite și adăugite în 1962 și 1965). În plus, Urzidil a tradus texte și cărți din cehă și engleză în limba germană; merită menționată traducerea realizată în 1955 a cărții By Avon River (1949) a poetului american H. D., partenera de viață a lui Bryher.
Urzidil a câștigat mai multe premii în cariera sa, inclusiv Premiul Charles Veillon (1957) și Großer Österreichischer Staatspreis (1964). El a murit la Roma, în 1970.
Asteroidul 70679 Urzidil este numit după Johannes Urzidil.

## Scrieri
- Sturz der Verdammten. Poezii. Wolff, Leipzig 1919 (= Der Jüngste Tag. 65).
- Die Stimme. Poezii. Lyrische Flugblätter des Kartells Lyrischer Autoren und des Bundes Deutscher Lyriker, Berlin 1930. (= Die Anthologie. 8).
- Goethe in Böhmen. Monografie. Epstein, Wien/Leipzig 1932;
stark erweiterte und überarbeitete Ausgabe: Artemis, Zürich/Stuttgart 1962.
- Wenceslaus Hollar. Der Kupferstecher des Barock. Unter Mitarbeit von Franz Sprinzels (Monografie) Wien/Leipzig, Passer 1936.
- Zeitgenössische Maler der Tschechen: Čapek, Filla, Justitz, Špála, Zrzavý. Eseuri. Wawra / Forum, Bratislava (Preßburg) 1936 DNB 362395667.
- Hollar, a Czech émigré in England. Monografie. Übersetzt von Paul Selver, Czechoslovak, London 1942.
- Der Trauermantel. Povestire. Krause, New York 1945.
- Über das Handwerk. Eseu. Agis, Krefeld 1954.
- Die verlorene Geliebte. Povestiri. Langen Müller, München 1956; als Taschenbuch: Ullstein, Frankfurt am Main 1982, ISBN 3-548-20190-3.
- Die Memnonssäule. Poezii. Bergland, Wien 1957.
- Denkwürdigkeiten von Gibacht. Povestiri. Langen Müller, München 1958.
- Das Glück der Gegenwart. Goethes Amerikabild. Eseu. Artemis, Zürich/Stuttgart 1958.
- Das große Halleluja. Roman. Langen Müller, München 1959.
- Prager Triptychon. Povestiri. Langen Müller, München 1960.
- Das Elefantenblatt. Povestiri. Langen Müller, München 1962.
- Geschenke des Lebens. Textauswahl. Hg. und mit einer Einleitung v. Ernst Schönwiese. Stiasny, Graz/Wien 1962.
- Amerika und die Antike. Eseu. Artemis, Zürich 1964.
- Entführung und sieben andere Ereignisse. Povestiri. Artemis, Zürich 1964.
- Da geht Kafka. Eseuri. Artemis, Zürich/Stuttgart 1965; erweiterte Ausgabe: München, dtv 1966. (= dtv. 390.)
- Literatur als schöpferische Verantwortung. Eseu. Artemis, Zürich / Stuttgart 1965.
- Die erbeuteten Frauen. Sieben dramatische Geschichten. Erzählungen. Artemis, Zürich/Stuttgart 1966. Neuausgabe im Elsinor Verlag, Coesfeld 2013.[10][11]
- Prag als geistiger Ausgangspunkt. Festansprache vom 21. 10. 1965 anläßlich des 80. Geburtstages von Erich von Kahler. Essay. Leo Baeck Institute, New York 1966.
- Der lebendige Anteil des jüdischen Prag an der neueren deutschen Literatur. Eseu. In: Bulletin des Leo Baeck Institute. Leo Baeck Institute, Tel Aviv 1967. S. 267–297.
- Bist du es, Ronald? Povestiri. Artemis, Zürich 1968.
- Väterliches aus Prag und Handwerkliches aus New York. Text autobiografic. Artemis, Zürich 1969.
- Die letzte Tombola. Povestiri. Artemis, Zürich / Stuttgart 1971.
- Morgen fahr' ich heim. Böhmische Erzählungen. Povestiri. Postfață de Heinz Politzer. Langen Müller, München 1971.
- Bekenntnisse eines Pedanten. Erzählungen und Essays aus dem autobiographischen Nachlaß. Text autobiografic și eseuri. Cuvânt înainte de Hansres Jacobi și bibliografie a lucrărilor lui Urzidil de Věra Macháčková-Riegerová. Artemis, Zürich/München 1972, ISBN 3-7608-0306-7.
- Život s českými malíři. Vzájemná korrespondence s Janem Zrzavým. Vzpomínky – texty – dokumenty. (Scrisori, eseuri și documente, parțial în limba cehă, parțial în limba germană.) Hg. von Vladimír Musil. Übersetzt von V.M. und Milada Urbanová. Fraktál, Horní Planá/Oberplan 2003, ISBN 80-902860-0-3.
- Ferdinand Peroutka și Johannes Urzidil: O české a německé kultuře. Gespräche. Hg. v. Jaromir Loužil u.a. Dokořan/Maj, Prag 2008, ISBN 978-80-7363-098-0.
- HinterNational – Johannes Urzidil. Ein Lesebuch von Klaus Johann und Vera Schneider. Mit einer CD mit Tondokumenten. Deutsches Kulturforum östliches Europa, Potsdam 2010, ISBN 978-3-936168-55-6. (Kurzbeschreibung, Inhaltsverzeichnis, Register, über 40 Rezensionen zum Buch)[12]

Traduceri în germană
- Edvard Beneš: Masaryks Weg und Vermächtnis. Rede am Sarge des Präsidenten-Befreiers 21. September 1937. Orbis, Prag 1937.
- Jaroslav Papoušek: Dr. Edvard Beneš. Sein Leben. Orbis, Prag 1937 (= Gedanke und Tat. 4).
- H. D.: Avon (Originaltitel: By Avon River). Suhrkamp, Berlin / Frankfurt am Main 1955 (= Tausenddrucke, Band 1 - DNB 450045269).

## Legături externe
- en  Guide to the Papers of Johannes and Gertrude Urzidil at Leo Baeck Institute, New York
- cs  Website of the Johannes Urzidil Society, with detailed biography, bibliography etc.
- de  Website about Urzidil by the Urzidil researchers Klaus Johann and Vera Schneider, with detailed bibliography of secondary literature, annotated collection of links, news about Urzidil and his work, and much more information
- en  Athalia Montez, Advice (1964), an American story by Urzidil, translated into English by David Burnett Arhivat în 4 martie 2016, la Wayback Machine.
- de  Detailed Biography Arhivat în 11 decembrie 2017, la Wayback Machine. by Klaus Johann at www.exil-archiv.de
- en  Prague author Johannes Urzidil remembered 40 years after his death by Rob Cameron for Radio Prague
- en  The Fictional Country You Build When Your Home No Longer Exists, comprehensive article about Urzidil by James Reith in The Atlantic
- en  About the word hinternational, coined by Urzidil - un eseu scris de Djelal Kadir în World Literature Today